# Ingen går fri
Ingen går fri är Stig Dagermans dramatisering av sin egen roman Bränt barn. Pjäsen hade premiär på Malmö stadsteater den 9 april 1949 med Bengt Ekerot och Irma Christenson i huvudrollerna och med författaren själv som regissör. De samtida recensenterna var övervägande kallsinniga till uppsättningen.
Ingen går fri är utgiven tillsammans med Streber i boken Judasdramer 1949 och i Samlade skrifter 7. Teater 2 1982.